# (8430) Florey
(8430) Florey  es un asteroide perteneciente al cinturón de asteroides, descubierto el 25 de diciembre de 1997 por Frank B. Zoltowski desde el Observatorio de Woomera, en Australia.

## Designación y nombre
Florey se designó inicialmente como 1997 YB5.
Más adelante fue nombrado en honor al farmacólogo australiano Howard Walter Florey (1898-1968).

## Características orbitales
Florey orbita a una distancia media del Sol de 2,8070 ua, pudiendo acercarse hasta 2,5206 ua y alejarse hasta 3,0935 ua. Tiene una excentricidad de 0,1020 y una inclinación orbital de 3,6694° grados. Emplea en completar una órbita alrededor del Sol 1717 días.

## Características físicas
Su magnitud absoluta es 13,8.